# Miguel Pro
Miguel Agustín Pro, SJ (Guadalupe, 13 de janeiro de 1891 – Cidade do México, 23 de novembro de 1927), conhecido também como Padre Pro, foi um sacerdote jesuíta mexicano, executado sem julgamento durante as perseguições religiosas no contexto da Guerra Cristera, no México. Foi beatificado no dia 25 de setembro de 1988 por São João Paulo II, sendo comemorado liturgicamente em 23 de novembro.

## Biografia

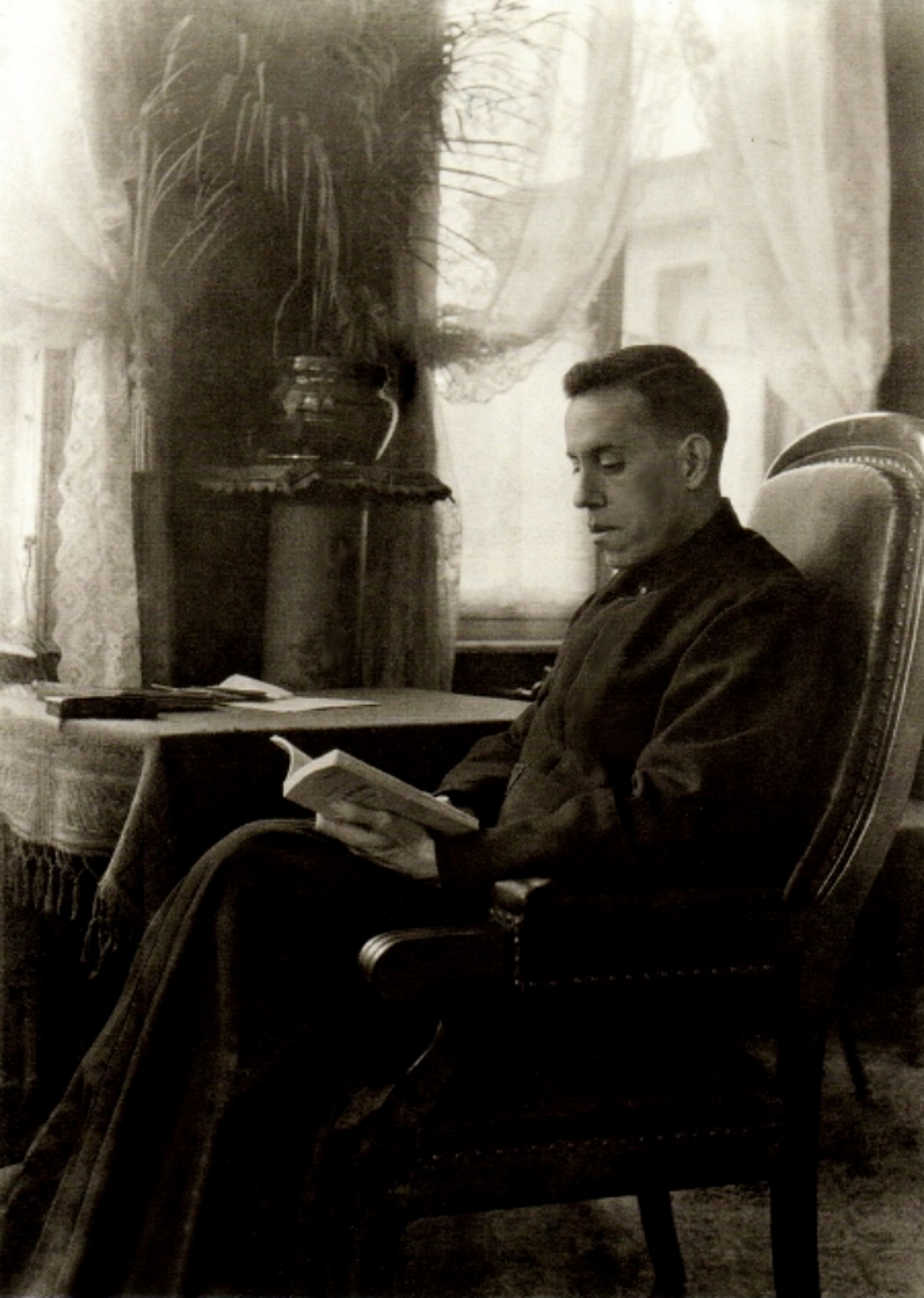
Padre Pro durante seu estágio em Enghien, na Bélgica, por volta de dezembro de 1925

Miguel entrou no noviciado da Companhia de Jesus em 10 de agosto de 1911. No entanto, teve que deixar seu país pouco depois, em 1914,  devido à revolução que assolava o México na época. Esta revolução impediu as atividades normais de estudo de Miguel, e os estudos eclesiásticos foram impedidos ou proibidos pelo novo governo. Inicialmente, o jovem Miguel foi transferido para Los Gatos, Califórnia, Estados Unidos. A partir daí, dirigiu-se à Espanha para prosseguir seus estudos de filosofia em Granada de 1915 a 1918.
Ele lecionou por quatro anos na Nicarágua, de 1918 a 1922, e posteriormente retornou à Europa. Primeiramente, permaneceu em Barcelona de 1922 a 1923, depois em Enghien na Bélgica de 1924 a 1926, onde estudou teologia em preparação para o sacerdócio. Miguel Pro foi ordenado sacerdote em Enghien em 31 de agosto de 1925.

### Volta ao México
Em 1927, Miguel voltou ao seu país, o México, em um momento crítico das relações entre Igreja e Estado. O Padre Miguel Pro dedicou-se ao seu apostolado sacerdotal na capital, a Cidade do México, onde desempenhou um papel ativo no apoio a diversos grupos pastorais. Ele trabalhou arduamente na organização dos estudantes, auxiliando-os a aprofundar a sua fé. Esses estudantes posteriormente se uniriam para formar a União Nacional dos Estudantes Católicos (UNEC).
Também ajudou no auxilio de empregados e trabalhadores domésticos e mães solteiras, até então, negligenciados. Apesar da rejeição social, fundou um centro de reabilitação de prostitutas.
Durante o auge do anticlericalismo no país, quando os sacerdotes eram banidos - sob pena de morte - de qualquer atividade sacerdotal ou sacramental, Pro circulava na cidade de bicicleta, distribuindo a comunhão em locais de encontros clandestinos. Organizava esconderijos para freiras fugirem da perseguição. Ele também ajudava as famílias dos Cristeros, enquanto se dissocia completamente do movimento armado cristão em guerra com o governo de 1926 a 1929 . No entanto, ele acreditava que os católicos deveriam defender seus direitos políticos, incluindo o da liberdade religiosa.
Apesar de sua saúde debilitada, Miguel Pro permanecia notavelmente ativo, visitando as pastorais clandestinas. Com frieza e muito humor, ele conseguiu muitas vezes, e até de forma romântica, evitar a captura. Ele inventava disfarces muito variados e engenhosos para escapar da polícia. Chegou a ser preso e passou um tempo na prisão sem que a polícia descobrisse sua verdadeira identidade.

### Prisão e execução
Em 13 de novembro de 1927, como parte de uma defesa fervorosa da liberdade religiosa, um ataque é realizado contra Álvaro Obregon, um candidato maçom à presidência do México. Após a tentativa de ataque fracassada, três irmãos Pro - Miguel, Humberto e Robert - são detidos. A inocência dos três é inquestionável, porém nenhum julgamento justo é realizado. Apesar dos protestos de advogados e diplomatas estrangeiros, suas vozes se mostram ineficazes diante do governo. Este último ignora procedimentos legais, priorizando um exemplo que deseja estabelecer em relação à Igreja Católica. Para evitar qualquer possível intervenção jurídica ou diplomática de último minuto, a execução dos irmãos Pro é antecipada em meia hora.
No dia 23 de novembro de 1927, às 10 horas da manhã Miguel e Humberto Pro foram baleados. No caminho da cela para o posto de execução, Miguel Pro consola e perdoa o seu carcereiro. Diante do pelotão de fuzilamento, o jovem Padre Pro se arma em cruz e pronuncia as famosas palavras: “Viva Cristo Rei”.

## Legado e beatificação
O povo mexicano venera Miguel Pro como um mártir e um símbolo da perseguida Igreja mexicana, potencializado pela circulação de fotos de sua execução na imprensa. Poucos anos após sua morte, muitas biografias de Miguel Pro já circulavam e foram traduzidas para várias línguas, com sua biografia divulgada por colégios jesuítas de todo o mundo.
Em 25 de setembro de 1988, Miguel Agustín Pro foi oficialmente declarado mártir e abençoado pelo Papa João Paulo II. Liturgicamente, é comemorado em 23 de novembro, data de seu martírio.

## Galeria

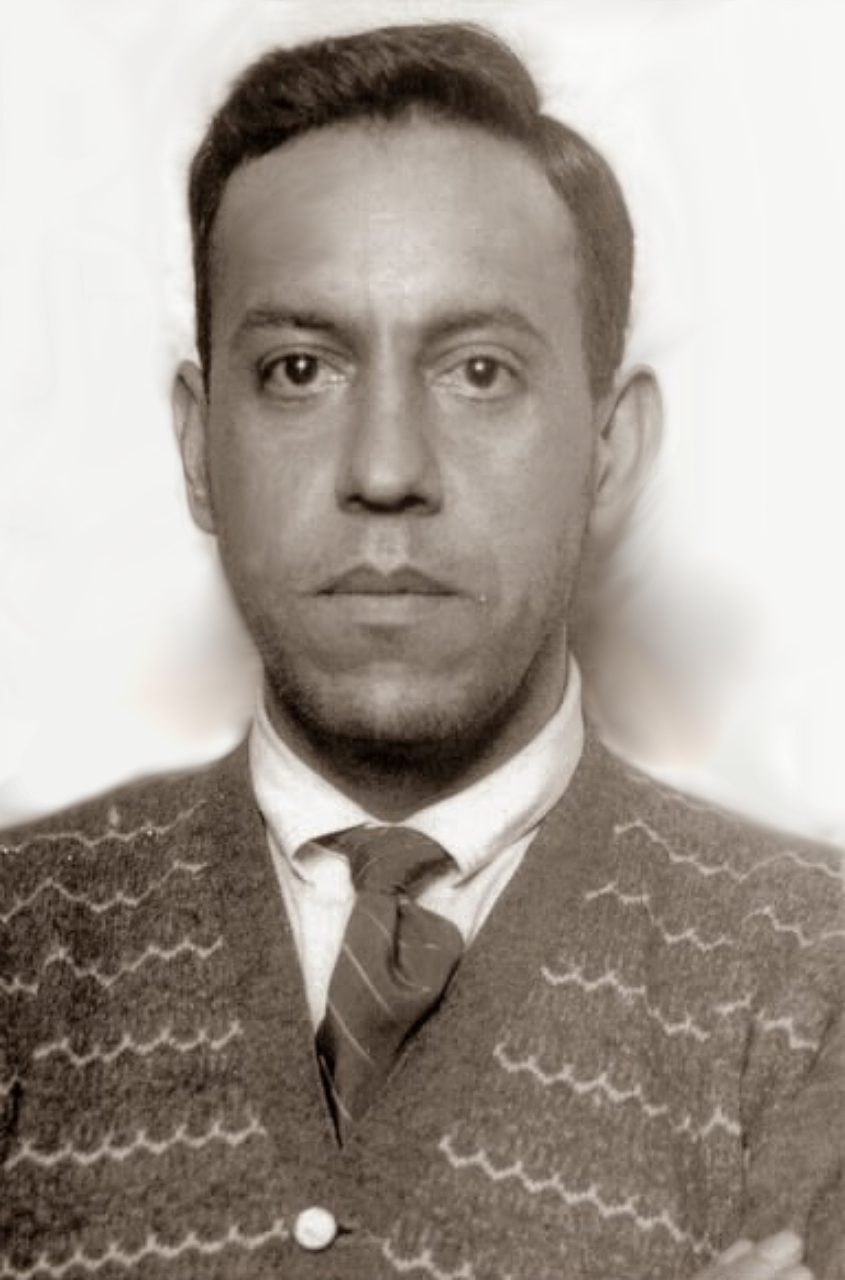
Foto tirada de Miguel Pro após sua prisão
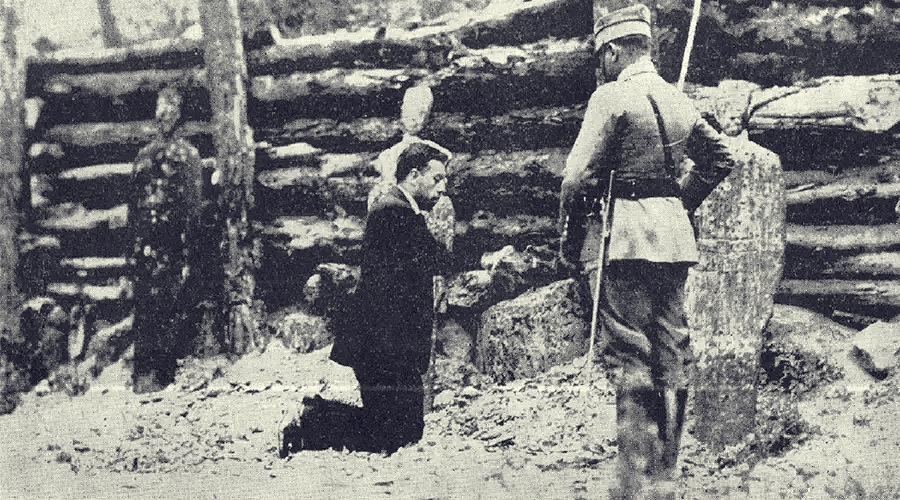
Padre Pro em oração antes de ser fuzilado
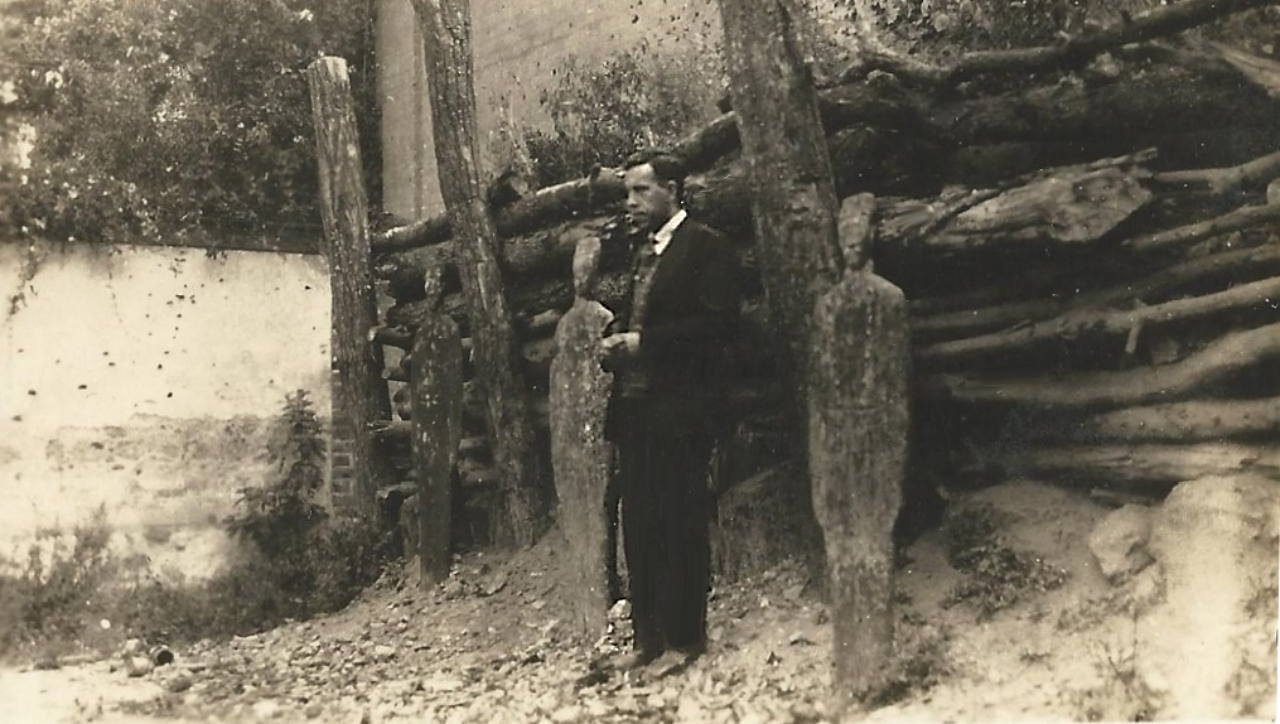
Momentos antes da execução
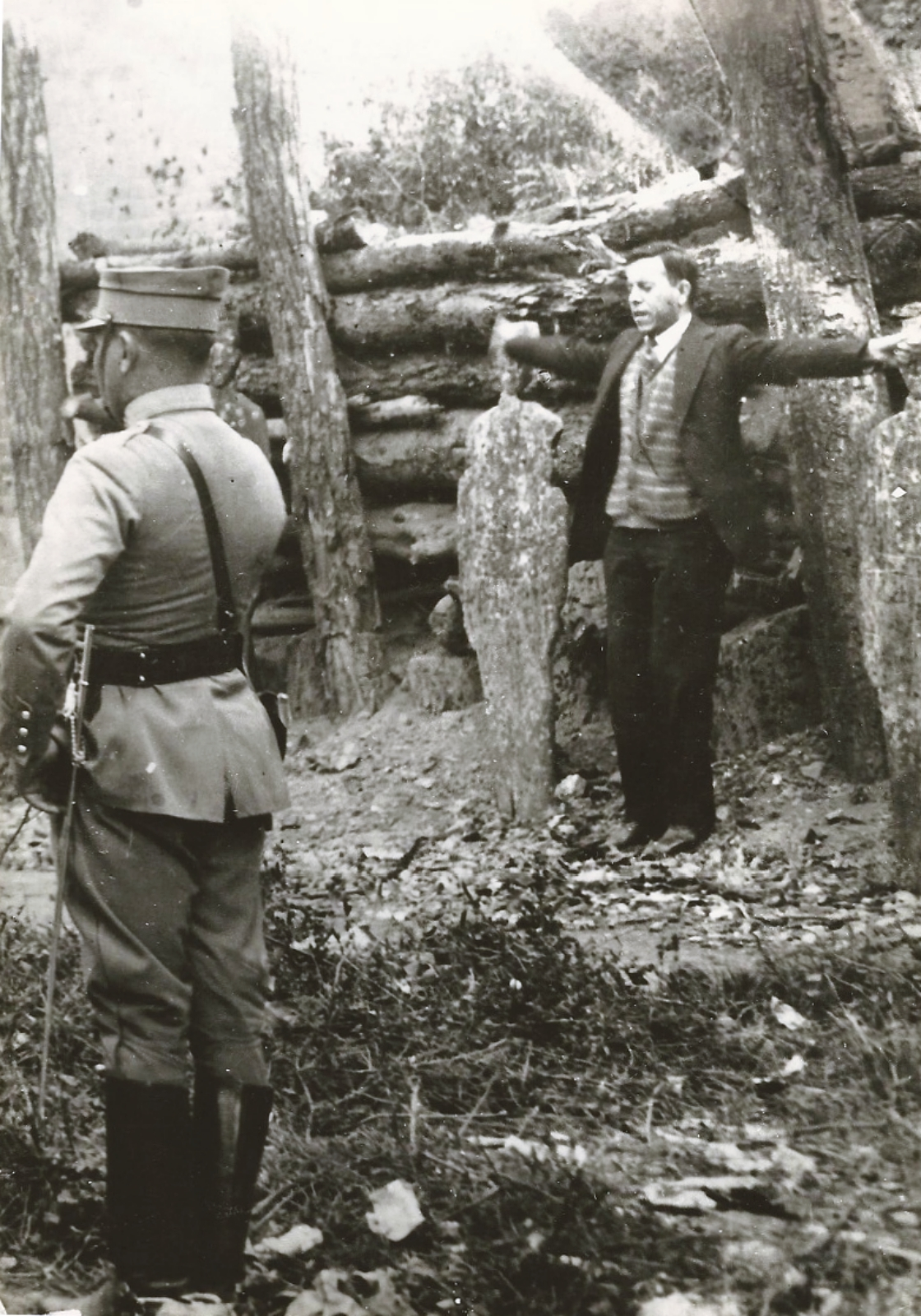
Momentos antes da morte de Miguel Pro
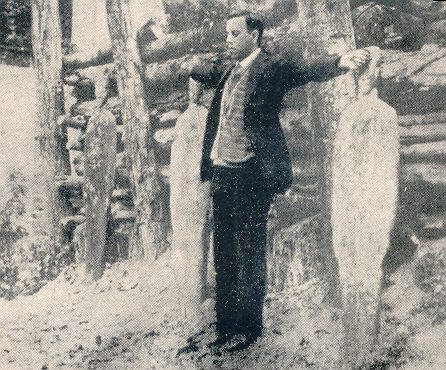
Imagem ampliada
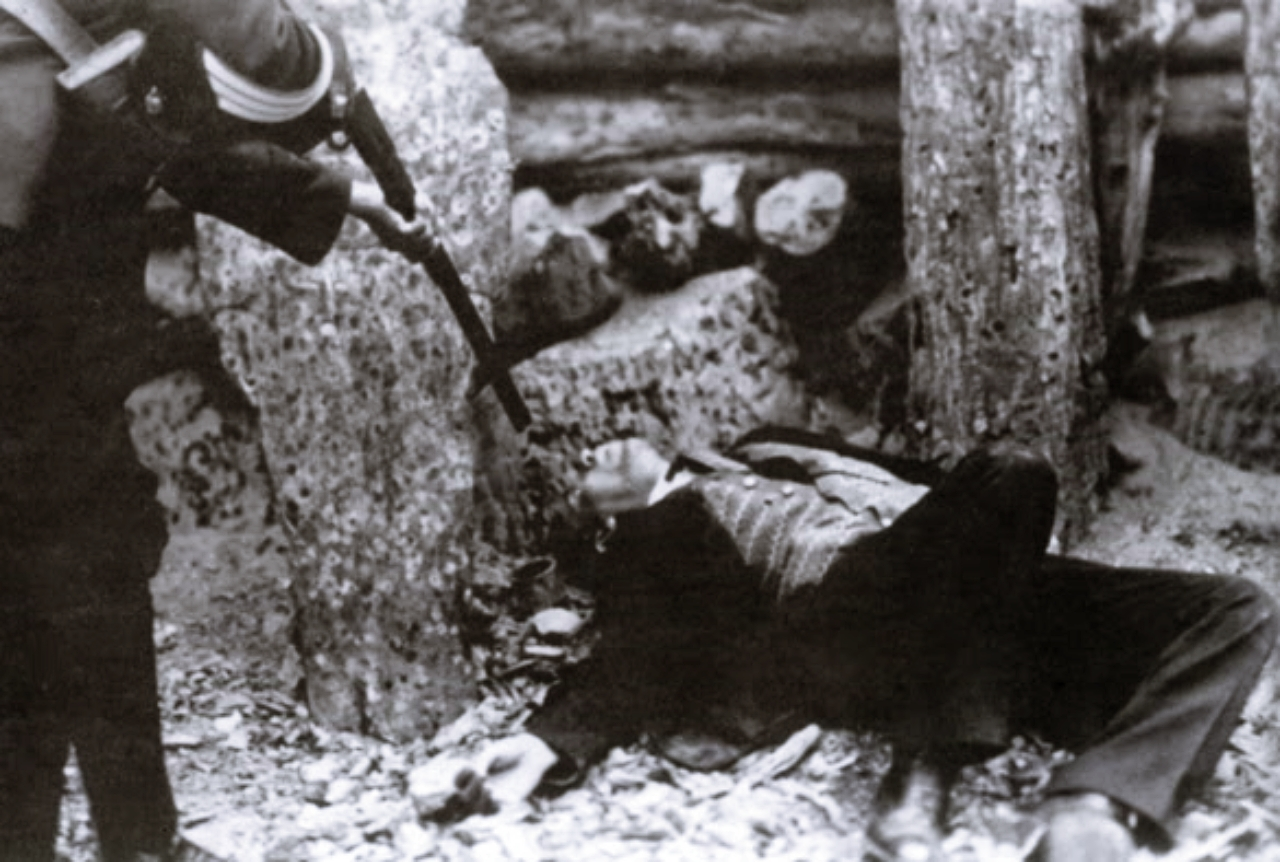
O corpo alvejado de Padre Pro